# Trichocladus crinitus
Espèce
Statut de conservation UICN

 LC  : Préoccupation mineure
Trichocladus crinitus est une espèce de plantes à fleurs de la famille des Hamamelidaceae.
Il est également dénommé black witch-hazel.

## Description
De la taille d'un sous-arbrisseau, d'un arbuste ou d'un petit arbre de 3 à 4 m de haut, Trichocladus crinitus pousse souvent dans le sous-étage des forêts sempervirentes en Afrique du Sud, où il est endémique. Les feuilles sont opposées et elliptiques, avec un apex effilé et une base légèrement lobée ou carrée. Elles sont d'un vert foncé et brillant sur le dessus, avec des poils veloutés brun foncé sur le dessous, en particulier le long de la nervure centrale. Les feuilles adultes mesurent généralement entre 2,5 et 10 cm de long et 1,5 à 7 cm de large, bien qu'elles puissent parfois devenir légèrement plus grandes. Le pétiole court et épais est feutré. L'écorce est bun foncé à gris pâle et lisse. Le bois est de couleur blanche et très dur. La couleur des fleurs varie du vert au jaune ou à l'orange, et leur forme ressemble beaucoup à celle de l'Hamamelis. Les parties mâles et femelles sont portées par des fleurs séparées, soit sur le même spécimen, soit sur des spécimens différents (peut être soit monoïque, soit dioïque). La floraison se produit d'avril à août. Les fruits sont des petites capsules poilues en grappes et leur couleur varie du rouge au brun, en fonction de leur stade de maturité. Les fruits mesurent généralement entre 5 et 7 mm de long et mûrissent entre octobre et novembre.

## Culture
Trichocladus crinitus pousse bien dans les serres fraîches (tempérées) avec du compost et des soins similaires à ceux des Gardenia.

## Étymologie
Trichocladus » vient du grec et signifie “poilu-branché”, tandis que crinitus vient du latin et signifie “avec une longue touffe de poils fins”,.

## Répartition
Ce taxon se rencontre dans le pays suivant : Afrique du Sud.

## Systématique
Le nom correct complet (avec auteur) de ce taxon est Trichocladus crinitus (Thunb.) Pers..
L'espèce a été initialement classée dans le genre Dahlia sous le basionyme Dahlia crinita Thunb..
Trichocladus crinitus a pour synonymes :
- Dahlia crinita Thunb.
- Trichocladus ecklonianus C.Presl
- Trichocladus peltatus Meisn.
- Trichocladus vittatus Meisn.